# سديد الدين التزمنتي
سديد الدين عثمان بن عبد الكريم بن أحمد بن خليفة الصنهاجي أبو عمرو بن أبي محمد الشهير بـ سديد الدين التزمنتي 

فقيه , وقاضٍ , وإمام للشافعية . ولد بتزمنت سنة 605 هـ , ودرس بالمدرسة الفاضلية بالقاهرة . برع في الفقه, وناب في القضاء , وكانت له اليد الطولى في معرفة المذهب وفصل الخصومات ,
وكان أحد معيدي الشيخ الفقيه أبي الطاهر الأنصاري خطيب مصر صاحب الكرامات وأحد معيدي الشيخ عز الدين بن عبد السلام

(قَالَ القَاضِي أَحْمد بن عِيسَى بن رضوَان بن الْعَسْقَلَانِي فِي كِتَابه الَّذِي أَلفه فِي مَنَاقِب الْخَطِيب أبي الطَّاهِر شهدته يَوْمًا يَعْنِي السديد التزمنتي وَقد أَشَارَ إِلَيْهِ الشَّيْخ عز الدّين بِإِعَادَة درسه بعد فَرَاغه فشرع فِي إِعَادَته وَأخذ فِي إِيرَاده فأجاد فِي عِبَارَته بِحَيْثُ كَانَ الأفاضل مِمَّن حضر يعْجبُونَ ويطربون وَإِذا حاوله الحاسدون تَلا لِسَان الْحَال {قل للَّذين كفرُوا ستغلبون})

توفي بالقاهرة في ذي القعدة سنة 674 هـ.